# Тетраедричні числа

Піраміда з довжиною сторони 5 містить 35 сфер. Кожний шар є одним із перших п'яти трикутних чисел.

Тетраедричне число — це фігурне число, яке представляє правильний тетраедр — піраміду, в основі якої лежить правильний трикутник.
Приклад кількох перших тетраедричних чисел:
1, 4, 10, 20, 35, 56, 84, 120, 165, 220, 286, 364, 455, 560, 680, 816, 969, … (послідовність A000292 з Онлайн енциклопедії послідовностей цілих чисел, OEIS)

## Формула
Формула для {\displaystyle n}-го тетраедричного числа:
{\displaystyle T_{n}={\frac {n(n+1)(n+2)}{6}}.}
Також формула може бути виражена через біноміальні коефіцієнти:
{\displaystyle T_{n}={\binom {n+2}{3}}.}
Тетраедричні числа знаходяться на 4-й позиції в трикутнику Паскаля.

## Властивості
- {\displaystyle n}-не тетраедричне число є сумою перших {\displaystyle n} трикутних чисел.
- Тільки три тетраедричних числа є квадратами:
T1 = 1² = 1
T2 = 2² = 4
T48 = 140² = 19600.
- П'ять чисел є трикутними (послідовність A027568 з Онлайн енциклопедії послідовностей цілих чисел, OEIS):
Te1 = Tr1 = 1
Te3 = Tr4 = 10
Te8 = Tr15 = 120
Te20 = Tr55 = 1540
Te34 = Tr119 = 7140
- Єдиним пірамідальним числом, що  одночасно є квадратом і кубом, є число 1.
- Можна помітити, що:
T5 = T4 + T3 + T2 + T1.
- Нескінченна сума обернених чисел до тетраедричних чисел дорівнює 3/2, що може бути отримано за допомогою телескопічного ряду:
{\displaystyle \!\ \sum _{n=1}^{\infty }{\frac {6}{n(n+1)(n+2)}}={\frac {3}{2}}.}